# Stella och hemligheten
Stella och hemligheten är en svensk barnbok från 2019, skriven av Prinsessan Madeleine, Karini Gustafson-Teixeira och Marie Oskarsson. Den är illustrerad av Stina Lövkvist och utgiven på Bonnier Carlsen bokförlag i samarbete med World Childhood Foundation.

## Handling
Stella, som är 9 år, flyttar till Sverige med sin pappa. Av sin kompis Elena får hon reda på en hemsk hemlighet.